# قضية بايرون كاستيلو
تُعرف الشكوك حول جنسية لاعب كرة القدم الإكوادوري المذكور من قبل الاتحاد التشيلي لكرة القدم الذي قدم شكوى ضد الاتحاد الإكوادوري لكرة القدم أمام الفيفا بشأن الامتثال لقواعده باسم قضية بايرون كاستيلو في نهاية تصفيات كأس العالم 2022 (أمريكا الجنوبية).

## الخلفية
ذكر تقرير فني قانوني صادر عن المديرية الوطنية للسجل المدني في الإكوادور أن تسجيل المواليد في كاستيلو في مقاطعة غاياس لا يظهر في المجلد والصفحة والشهادة المطلوبة وأكد أنه لا يمكن منحه الجنسية لأنه غير موجود. تدرب كاستيلو في النادي الإكوادوري نورتي أمريكا بين عامي 2012 و2014 حيث تم اكتشاف 73 لاعب متورطين في مخالفات مثل سرقة الهوية وسجلات الميلاد المزدوجة وسجلات غير موجودة في عام 2017 والتي تم إيقافه بسببها من قبل الاتحاد الدولي لكرة القدم. في 18 يناير 2017 نتيجة للشكوى التي قدمها مجلس مشاركة المواطنين والرقابة الاجتماعية قبل بدء بطولة أمريكا الجنوبية تحت 20 سنة في الإكوادور 2017 أوقف الاتحاد الدولي لكرة القدم اللاعبين كاستيلو وجون بيريرا عن المشاركة مع منتخب الإكوادور تحت 20 سنة لكرة القدم للاشتباه في وجود مخالفة في وثائقهم.
في 8 يناير 2019 بعد العمل الذي قامت به لجنة تحقيق الاتحاد الدولي لكرة القدم قام الكيان - الذي استدعى لاعب كرة القدم لكنه لم يحضر لأنه قبل 48 ساعة من سفره مع برشلونة إلى أوروغواي - بإيقاف كاستيلو مؤقتا لاعتبار أنه ستكون هناك مخالفات في وثائق هويتهم. استدعاه مرة أخرى لتقديم روايته في 28 يناير ولكن في 25 يناير رفع محاميه خوسيه ماسو دعوى حماية للقرار الذي اتخذه الاتحاد الدولي لكرة القدم نصحه الدستوري أندريس غارسيا. أظهر كلاهما أن الحقوق الدستورية لكاستيلو قد تم انتهاكها: افتراض البراءة والإجراءات القانونية الواجبة والحماية الفعالة والحق في العمل والعيش بشكل جيد. في وقت لاحق لم يتم إحراز أي تقدم في التحقيق في جنسية كاستيلو وحفظ الاتحاد الإكوادوري لكرة القدم القضية بناء على طلب المحامي أندريس هولغوين عندما تم الإعلان عن الإجراء داخل الملف في نوفمبر 2020.
في 28 يناير 2021 أعلن القاضي رونالد غيريرو من الوحدة القضائية الجنائية الشمالية ومقرها في غواياكيل أن بيانات الإحضار التي قدمها كاستيلو مقبولة وأمر السجل المدني للإكوادور في رسالة رسمية بتاريخ 25 فبراير السابق مسجل كمواطن إكوادوري.
اعتبر فرانسيسكو إيغاس رئيس الاتحاد الإكوادوري لكرة القدم في مارس أن ضمه إلى المنتخب الأول يستحق الحذر الشديد بسبب العواقب الرياضية التي قد تترتب على وجوده والعناية بهيبته. وأخيرا المدرب جوستافو ألفارو الذي ذكر في أبريل أنه لم يكن مقتنع بالعواقب المحتملة المصاحبة له ولكن نظرا لأن الفرق كانت واحدة من أضعف النقاط التي أظهرتها الإكوادور (الثامنة) خلال كوبا أمريكا 2021 في البرازيل فقد استدعى في سبتمبر خلال كأس العالم تحت 17 سنة لكرة القدم 2015 واختير عضو في الفريق المثالي لأمريكا ومعترف به من قبل الصحافة الإكوادورية على أنه «أفضل لاعب كرة قدم وطني» في عام 2021. تعادلين وخسارتين وسبع مشاركات وتأهلت الإكوادور لكأس العالم 2022 باحتلالها المركز الرابع بأمريكا الجنوبية في مارس 2022.

## الشكوى
تم تقديم شكوى في 4 مايو من خلال الشركة البرازيلية «كارليزو أدفوجادوس: الرياضة والترفيه والابتكار» بسبب الاستخدام المزعوم لشهادة ميلاد مزورة وإعلان كاذب عن العمر وجنسية مزورة من قبل اللاعب بايرون ديفيد كاستيلو سيغورا. سابقة حديثة في رياضة ذات صلة لدعم موقفها: لعبة الرغبي. في أبريل تم استبعاد إسبانيا المتأهلة من نهائيات كأس العالم للرغبي 2023 في فرنسا بعد خصم نقاط لإدخال لاعب بشكل غير صحيح مع وثائق مزورة في مباراتين واستبداله برومانيا. لكنه كان لديه أيضا تجربة مماثلة في كرة القدم: خلال تصفيات كأس العالم 2018 (كونميبول) في روسيا مُنحت تشيلي الفوز بعد أن اكتشف الفيفا أن بوليفيا أرسلت لاعب بشكل غير صحيح في مباراتين.
تم قبول الشكوى في 11 مايو من قبل لجنة الانضباط التابعة للفيفا والتي منحت الأطراف عشرة أيام لتقديم الجولة الأولى من المرافعات والتي كانت مطلوبة أيضا من بقية المنتخبات التي واجهت الإكوادور أثناء مشاركة بايرون كاستيلو: باراغواي وتشيلي (مباراتان) والأرجنتين وفنزويلا وبوليفيا وأوروجواي. في 20 مايو وافق الفيفا على تمديد لمدة 15 يوم للاتحاد الإكوادوري لكرة القدم الذي تعاقد مع شركة المحاماة الإسبانية «سين، فيريرو، شركاء الرياضة والترفيه» التي مثلها لاعبين مثل كريستيانو رونالدو وفرناندو هييرو ورونالدو.

## التأثير
في 22 مايو عانى كاستيلو من انهيار عصبي خلال مباراة برشلونة ضد أوكاس في الدوري الإكوادوري حيث تم استبداله وساعده نفسيا. أطلق ناديه حملة تحت وسم #TodosSomosByron على تويتر للناس لإرسال رسائل دعم له.

## الحكم
في 10 يونيو 2022 رفض الفيفا الشكوى المقدمة من منتخب تشيلي بشأن مشاركة لاعب غير مؤهل ضمن صفوف المنتخب الإكوادوري في التصفيات المؤهلة لكأس العالم 2022. ورفض الفيفا الشكوى التي قدمها الاتحاد التشيلي ضد الإكوادور بعد ادعاء مشاركة بريان كاستيلو بقميص المنتخب الإكوادوري رغم أنه ولد في كولومبيا وكان يستخدم شهادة ميلاد مزورة بحسب الشكوى.
وأوضح الفيفا الذي يمكن الطعن على قراره أمام لجنة الاستئناف: «بعد تحليل جميع الوثائق المقدمة من الأطراف المعنية قررت لجنة الانضباط بالفيفا إغلاق الإجراء التأديبي المقدم ضد الاتحاد الإكوادوري لكرة القدم» ما يعني عدم استبعاد منتخب الإكوادور من كأس العالم. ويرفض القرار الذي وقع عليه الغاني أنين يبواه نائب رئيس لجنة الانضباط طلب الاتحاد التشيلي مؤكدا أن «الإجراء التأديبي المقدم من الاتحاد الإكوادوري قد تم إغلاقه».
من جانبه استقبل الاتحاد الإكوادوري قرار اللجنة برضا كبير حيث أوضح رئيسه فرانسيسكو إيغاس عبر شبكات التواصل الاجتماعي: «اليوم تحققت العدالة الرياضية واستطعنا دوما التواجد في الجانب الصحيح، إلى الأمام يا إكوادور».
وفي نفس اليوم أعلن رئيس الاتحاد التشيلي لكرة القدم بابلو ميلاد أنه سيطعن على قرار لجنة الانضباط بالفيفا برفض شكواه وإغلاق الإجراء التأديبي المقدم ضد الإكوادور على خلفية اتهامه بتزوير أوراق جنسية اللاعب بايرون كاستيو. وقال ميلاد في مؤتمر صحفي انعقد في مقر الاتحاد التشيلي: «ننتظر حيثيات الحكم لتقديم الطعن (على الحكم)».

## فيما بعد
في 11 يونيو 2022 قرر كاستيو رفع دعوى قضائية ضد الاتحاد التشيلي لكرة القدم بسبب «الأضرار التي عانى منها» على خلفية اتهامه بتزوير وثائق تثبت مولده في الإكوادور. وأعلن أندريس أولجين محامي كاستيو قرار اللاعب لوسائل الإعلام المحلية. وأكد أنه اتفق مع اللاعب على اتخاذ خطوات قانونية ضد الاتحاد التشيلي الذي رفضت شكواه بشأن تزوير جنسية كاستيو من قبل لجنة الانضباط في الفيفا. وتابع أولجين: «فعلت تشيلي كل شيء بحق بيرون» موضحا أنهم لم يقرروا بعد ما إذا كانوا سيطالبون بعقوبة تأديبية أم تعويض مادي. وأضاف «بايرون سيتحرك ضد الاتحاد التشيلي لأن التعليقات المؤذية طالت اللاعب». وكان رئيس الاتحاد الإكوادوري لكرة القدم فرانسيسكو إيغاس قد كشف أن اتحاده يدرس كذلك مقاضاة الاتحاد التشيلي.